# Сецесія (право)
Сецесія (лат. secessio «вихід», від secedo «відходжу») — відірвання, відокремлення, вихід частини з цілісності, залишення певної установи групою її членів (наприклад, сецесія українських послів з галицького сейму 1901, сецесія українських студентів з Львівського Університету 1901-02, сецесія Південних штатів від Північних у США 1860). Поняття сецесії найчастіше вживається щодо територіальної чи національної одиниці, що намагається відокремитися від певної держави з метою утворення власної чи приєднання до іншої. Сецесія, як правовий принцип, подекуди прийнята в міждержавних спільнотах, конференціях, союзах тощо.

## Теорія сецесії
Теорія сецесії стосується головного питання політичної філософії — основи державної влади.
У своїй книзі 1991 року «Сецесія: Моральний бік політичного розлучення від форту Самтер до Литви і Квебека», професор філософії Аллен Б'юкенен виділив обмежені права на сецесію за певних обставин, переважно пов'язаних з пригніченням людей іншими етнічними чи расовими групами, і особливо у випадку, якщо вони раніше були завойовані іншими народами.
Восени 1994 року Journal of Libertarian Studies опублікував статтю Роберта У. Макгі «Переглянута сецесія». У ній він пише з ліберальної точки зору, але вважає, що сецесія виправдана лише тоді, коли сепаратисти в змозі створити життєздатну, самостійну державу.
У квітні 1995 року Інститут Людвіга фон Мізеса спонсорував конференцію з питань сецесії. Матеріали конференції були пізніше опубліковані в книзі «Сецесія, Держава та Свобода» Девіда Гордона. Серед статей  можна виділити: «Традиція сецесії в Америці» Дональда Лівінгстона ; «Етика сецесії» Скотта Бойкіна ; «Nations by Consent: Decomposing the Nation-State» Мьоррея Ротбарда, «Конфедерація янкі: рух за сецесію в Новій Англії перед війною між штатами» Томаса ДіЛоренцо ; «Чи було Вторгнення Союзної армії до Конфедерації Штатів законним?» Джеймса Островського.
У липні 1998 року журнал Рутгерського університету Society опублікував статті з «Симпозіуму, присвяченого сецесії та націоналізму мілленіуму» в тому числі статті «Західні Штати як парадигма» Ганса — Германа  Гоппе, «Міркування вигоди у сецесії» Сабріни П. Рамет, «Права сецесії» Даніеля Кофмана, «Сецесія як вона є» Дональда Лівінгстона і «Сецесія, автономія і сучасність» Едварда А. Тірякіна. У 2007 році Університет Південної Кароліни організував конференцію під назвою «Сецесія як міжнародне явище», на якій було розглянуто низку робіт на цю тему.

### Обґрунтування сецесії
Деякі теорії сецесії обстоюють загальне право сецесії з будь-якої причини («Теорія вибору»), тоді як інші підкреслюють, що сецесію слід розглядати тільки як виправлення серйозної несправедливості («Теорія справедливої підстави»).  Деякі теорії підкреслюють, і те, й інше. Перелік обґрунтувань, які можуть бути наведені на підтримку права сецесії, у викладенні Аллена Б'юкенена, Роберта Макгі, Ентоні Берча, Вальтером  Вільямсом, Джейн  Джекобс Frances Kendall and Leon Louw, Leopold Kohr,, Френсіса  Кендалла і Леона  Лоу, Леопольда  Кора, Кіркпатріка  Сейла та інших авторів в книзі Девіда Гордона «Сецесія, Держава та Свобода», включає в себе:
- Президент США Джеймс Б'юкенен, Четверте щорічне послання Конгресу про Єдність штатів 3 грудня 1860 р.: «Річ у тім, що наш союз спирається на громадську думку, і він ніколи не може бути зміцнений пролитою кров'ю громадян у громадянській війні. Якщо він не може жити у серцях людей, він повинен загинути в один прекрасний день.».
- Колишній президент Сполучених Штатів Томас Джефферсон, в листі до Вільяма Х. Кроуфорда, військового міністра при президенті Джеймсі Медісоні, 20 червня  1816 року: "У своєму листі до Фіска ви відзначили альтернативи, між якими ми повинні вибрати:  1, вільна комерція і гральні спекуляції для декількох з вічною війною для багатьох;  або, 2, обмежена комерція, мир і злагода для всіх. Якщо яка-небудь держава в Союзі заявить, що вона віддає перевагу відокремленню за першою альтернативою, я без коливань скажу «давайте виокремимось».
- Економічне звільнення  економічно-пригнобленого класу, локалізованого в певній частині території держави.
- Право на свободу, свобода об'єднань та приватної власності.
- Згода, як важливий демократичний принцип; необхідність визнання волі більшості до сецесії.
- Розпуск  союзу, якщо не досягнуто цілей, для яких він був створений.
- Самооборона, коли більша група являє смертельну загрозу для меншості або уряд не може адекватно захистити відповідну територію.
- Самовизначення народів.
- Збереження культури, мови тощо від асиміляції або знищення більшою чи потужнішою групою.
- Сприяння різноманітності, дозволяючи різним культурам зберегти свою ідентичність.
- Усунення допущеної в минулому несправедливості, особливо в випадку завоювання потужнішою силою в минулому.
- Порятунок від «дискримінаційного перерозподілу», тобто податкових схем, регуляторної політики, економічних програм тощо, які перенаправляють ресурси на інші території, особливо в недемократичний спосіб.
- Підвищення ефективності управління, коли держава або імперія стає надто великою для ефективного керування.
- Збереження «ліберальну чистоти» (або «консервативної чистоти») шляхом надання можливості менш (або більш) ліберальним регіонам відокремитися.

Олександр Павкович, доцент кафедри політології та міжнародних досліджень в університеті Макарі в Австралії і автор декількох книг з сецесії, описує п'ять обґрунтувань загального права сецесії в рамках ліберальної політичної теорії:
- Анархо-капіталізм: індивідуальна свобода створення політичних об'єднань разом з правами приватної власності обґрунтовують право на відокремлення та створення «життєздатного політичного порядку» з однодумцями.
- Демократичний сецесіонізм: право на сецесію, як різновид права на самовизначення, належить «територіальній спільноті», яка бажає відокремитися від «своєї існуючої політичної спільноти»; група, що бажає відокремитися, у такому разі прагне визначити «свою» територію за критерієм більшості.
- Комунітарний сецесіонізм: будь-яка група з особливою підвищено-інтегрованою ідентичністю, зосереджена на окремій території, яка бажає поліпшити політичну участь своїх членів, має prima facie право на відокремлення.
- Культурний сецесіонізм: будь-яка група, яка раніше була в меншості, має право захищати і розвивати свою власну культуру і окрему національну ідентичність через виокремлення в незалежну державу.
- Сецесіонізм загрожених культур: якщо для культури меншини існує загроза в державі, яка має домінуючу культуру, меншість має право сформувати власну державу для захисту своєї культури.

### Різновиди сецесії
Теоретики з сецесії виділяють різні види відокремлення політичних утворень (міста, округу, кантону, штату):
- Вихід з федерації або конфедерації та вихід з унітарної держави.
- Так звані колоніальні війни за незалежність від «метрополії» або імперської держави.
- Національна сецесія (повний вихід з національної держави) та локальна (вихід з однієї складової національної держави та перехід до іншої в межах тієї ж держави).
- Вихід політичного утворення, що є анклавом «материнської» держави, або що розташоване біля кордону.
- Виділення (не дивлячись на вихід частини, решта держави зберігає свою структуру) та розпад (всі політичні утворення розривають зв'язки між собою та створюють кілька нових держав).
- Іредентизм, де сецесія має на меті анексію цієї території іншою державою з мотивів спільної етнічної належності чи минулих історичних зв'язків.
- Вихід меншості (населення або території) та більшості.
- Відділення кращих регіонів та відповідно гірших.
- Загроза сецесії іноді використовується як стратегія отримання більшої автономії.

### Аргументи проти сецесії
Аллен Б'юкенен, який підтримує сецесію за певних обставин, перераховує аргументи, які можуть бути використані проти сецесії:
- «Захист законних очікувань» тих, хто в даний час займає територію, на яку претендують сепаратисти, навіть у тих випадках, коли ця земля була вкрадена.
- «Самооборона», якщо втрата частини держави ускладнить захист її інших частин.
- «Правило захисту більшості» і принцип, який передбачає дотримання меншістю цього правила.
- «Мінімізація стратегічних торгів» шляхом ускладнення сецесії через, наприклад, встановлення плати за вихід.
- «М'який патерналізм»: вихід матиме погані наслідки для сепаратистів або інших груп.
- «Загроза анархії»: все менші і менші утворення можуть прагнути до відокремлення — аж до повного хаосу, тоді як справжній сенс поняття сецесії не в цьому.
- «Запобігання неправомірним вилученням» попередніх інвестицій держави в інфраструктуру.
- «Розподільча справедливість»: багатші райони не можуть відокремитися від бідних.

## Історичні приклади сецесії
Див. також: Сепаратизм
Рухи, що відстоюють політичну сецесію, можуть називати описувати себе в термінах: автономія, сепаратизм, незалежність, самовизначення, децентралізація, суверенітет, самоврядування, деколонізація, а не як сецесія.

### Австралія
У 19-му столітті Британська колонія в східній материковій Австралії, Новому Південному Уельсі була поступово розділена британським урядом, так були сформовані нові поселення, які почали розширюватися. Вікторія(Вік) в 1851 році і Квінсленд в 1859 році.
Однак поселенці захотіли розділити колонії наприкінці століття; особливо в центральному Квінсленді (по центру  Рокхемптона) в 1860-1890-х роках, і в Північному Квінсленді (з Боуеном як потенційною столицею колонії) в 1870-му.

### Західна Австралія
Сепаратистські рухи спливали кілька разів в Західній Австралії (WA), де 1933 референдум за відділення від федерації Австралії набрав дві третини голосів. Референдум мав бути ратифікований британським парламентом, який відмовився ратифікувати на підставі того, що це суперечило Конституції Австралії.
Князівство Хатт Рівер стверджує, що вийшло з Австралії в 1970 році, хоча його статус не визнаний Австралією чи будь-якою іншою країною.

### Австрія
Австрія успішно відокремилася від нацистської Німеччини 27 квітня 1945 року. Це сталося після семи років існування Австрії як частини Гітлерівського Третього рейху через аншлюс (анексію) Австрії нацистською Німеччиною 11—13 березня 1938 року.

### Бельгія і Нідерланди
25 серпня 1830, під час правління Вільгельм I проводилась націоналістична опера «Німа з Портічі» в Брюсселі. Незабаром після цього, відбулося бельгійська революція, в результаті якої  Бельгія відділилась від Нідерландів.

### Бразилія
Три південних республіканських штати вийшли з Бразилії в 1835 році.

### Канада
Протягом всієї історії Канади, спостерігається напруженість у відносинах між англійською мовою і франкомовними канадцями. Відповідно до Конституційного акту 1791 року, колонія Квебек (у тому числі частини сьогоденного Квебека — Онтаріо, Ньюфаундленд і Лабрадор) була розділена на дві частини: Нижня Канада (яка зберегла французький закон та інститути і тепер розділена між провінціями Квебек, Ньюфаундленд і Лабрадор) і Верхня Канада (нова колонія призначена для розміщення багатьох англомовних поселенців, в тому числі Організації Об'єднаних імперських  лоялістів). Намір полягав у тому, щоб забезпечити кожну групу  власною колонією. У 1841 році дві Канади були об'єднані в провінцію Канаду. Труднощі союзу призвело до прийняття федеральної системи в Канаді, і Канадської Конфедерації в 1867 році. Федеральні рамки не усунули всі напруженості, що призводили до суверенітетського руху Квебека в другій половині 20-го століття.

### Центральна Америка
Після того, як в 1823 році перша Мексиканська імперія потерпіла крах, була організована нова Федеративна Республіка Центральної Америки. У 1838 році Нікарагуа відокремився. Федеративна Республіка була офіційно розпущена в 1840 році.

### Китай
Уряд Китайської Республіки, який правив материковою частиною Китаю з 1911 по 1949 рік, управляв Тайванем і декількома прилеглима  островами, в той час як уряд Китайської Народної Республіки(КНР) здійснював управління материковою частиною Китаю. Обидві сторони офіційно претендували на суверенітет  над материковим Китаєм і Тайванем. На третій сесії десятого Всекитайського збору народних представників (14 березня, 2005) уряд КНР прийняв Анти-сецесійний Закон Китайської Народної Республіки Китаю.
У КНР, три північно-західні регіони Сіньцзяні, Внутрішня Монголія і Тибет  знаходились в центрі сепаратистських рухів за Тибетського Народного руху і Ісламського руху Східного Туркестану.

### Конго
У 1960 році держава Катанга проголосила незалежність від  Демократичної Республіки Конго.

### Кіпр
У 1974 році турецька армія вторглася в Північний Кіпр, щоб захистити інтереси етнічної турецької меншини, яка наступного року, утворила Турецьку Федеративну державу Кіпр і в 1983 році оголосила про свою незалежність, як і республіка Північного Кіпру вона визнана тільки Туреччиною.

### Східний Тимор
Демократична Республіка Тимор- Лешті  (також відома як Східний Тимор) була описана як " відокремлена " від Індонезії. Після припинення Португальського суверенітету припинений в 1975 році, Східний Тимор був окупований Індонезією. Однак Організація Об'єднаних Націй та Міжнародний Суд відмовилися визнати ці включення. Тому внаслідок громадянської війни вкінці 2002 жителі Східного Тимору проголосували за повне відділення, яке описується як рух за незалежність.

### Ефіопія
Після  перемоги опозиційних сил проти комуністичного режиму Дерга під час ефіопської громадянської війни  в 1993, Еритрея (раніше відома як « Бахрі Негаш», перш ніж перейменована в " Еритрею « італійськими колонізаторами з 1890—1941) вийшла на референдумі Об'єднаних Націй з благословення новоствореного ефіопського уряду.

### Фінляндія
Фінляндія успішно, хоча й не зовсім мирно відокремилася від Російської імперії, після створення на основній частині території останньої Російської Соціалістичної Федеративної Радянської Республіки у 1917 році. Невдалі спроби вибороти більшу автономію від імперії або мирну сецесію вже були зроблені ще за часів Російської імперії, але Фінляндії було відмовлено російським імператором.

### Велика Колумбія
Після десятиліття бурхливого федералізму, Еквадор і Венесуела відокремилася від Великої Колумбії в 1830 році, залишивши Сполучені Штати Колумбії, в цей час Республіка Колумбія, втратила Панаму в 1903 році.

### Республіка Індія
Пакистан відокремився від Британської Індії, ще відомо як „Розділ“. Сьогодні Конституція Індії не дозволяє індійським штатам відокремитись. Інші насильницькі сепаратистські рухи в Нагаленд, Ассам, Маніпур, Пенджаб (відомий як руху Халістан), Мізорам і Трипура були також раніше активні, в той час як Таміл Наду був ненасильницьким рухом в 1960-ті роки. У той час як жорстокий маоїстський рух продовжує бушувати в широкій смузі східних сільських районах Індії, рух не вважається сепаратистським, тому що мета маоїстів є повалити уряд Індії, хоча повстанські командири іноді закликали до комуністичної республіки. Пакистанські збройні організації є учасниками кашмірського конфлікту і прагнуть злиття штату Джамму і Кашмір.

### Італія
Рух за незалежність Сицилії   бере свої корені з Сицілїйського Незалежного  Руху кінця 1940 -х.  Він тривав 60 років і є найстарішим із рухів в Італії. Північна Ліга прагне незалежності Паданії, яка включає в себе землі вздовж долини річки на півночі Італії.

### Іран
Активні сепаратистськи рухі включають: іранський, азербайджанський, асирійський рух за незалежність, рух Bakhtiary Lurs в 1876 році, іранський Курдистан ; Демократична партія Курдистану Ірану (ДПКІ), Хузестанський Белуджистанський  незалежний рух порушив клопотання щодо визволення Белуджистану.

### Малайзія
Коли вибухнула расова та партизанська ворожнеча, Сінгапур був виключений з Малайзійської  федерації в 1965 році.

### Мексика
Республіка Ріо-Гранде відокремилася від Мексики 17 січня 1840, але незабаром повернулася до Мексики 6 листопада того ж року.

### Нова Зеландія
Сепаратистські рухи спливали кілька разів на Південному острові Нової Зеландії. Прем'єр- міністр Нової Зеландії, сер Джуліус Фогель, був серед перших, хто робив  заклик до них. Прагнення до незалежності Південного острова було одним з основних факторів у пересувані столиці Нової Зеландії з Окленда в Веллінгтон в тому ж році.

### Нігерія
У період з 1967 по 1970 рік, невизнана держава Біафра (Республіка Біафра) відокремилася від Нігерії, в результаті чого розпочалась громадянська війна, яка  повернула державу до Нігерії. Пізніше в 1999 році на початку нового демократичного режиму з'явились інші сепаратистські рухи.

### Норвегія і Швеція
Швеція, залишивши Кальмарський Союз з Данією і Норвегією в 16 столітті, увійшли у вільну особисту унію з Норвегією в 1814 році. Після конституційної кризи, 7 червня 1905 норвезький парламент оголосив, що король Оскар II не виконує його конституційні обов'язки.

### Папуа— Нова Гвінея
Острів Бугенвіль зробив кілька спроб відокремитися від Папуа — Нової Гвінеї.

### Сомалі
Сомаліленд є автономною областю, яка є частиною Федеративної Республіки Сомалі. Ті, хто називають область Республікою Сомаліленд вважають, що це держава — наступник колишнього Британського  протекторату Сомалі. Встановивши своє власне  місцеве самоврядування в Сомалі в 1991 році, самопроголошена незалежність регіону залишається невизнаною жодною з  країн або міжнародною організацією.

### Радянський Союз
У 1990 році, після вільних виборів, Литовська РСР проголосила незалежність. Вихід  інших призводить до розпаду Радянського Союзу.

### Іспанія
Іспанія (також офіційно відома як» Королівство Іспанії ") була зібрана в 15 і 16 століттях з різних царств, що втратили свої царські складові під час війн. Іспанія мала декілька сепаратистських рухів, найбільш помітні з яких були в Каталонії і в Країні Басків.

### Швейцарія
У 1847 році сім незадоволених католицьких кантонів утворили окремий альянс, який змінив Швейцарію з конфедерації до більш централізованої державної федерації. Ці зусилля були розчавлені у війні  і нова Швейцарська федеральна Конституція була створена.

### Україна
Див. також: Сепаратизм на східній Україні
Після успішного повалення уряду Януковича в українській революції  2014 року, під час російської окупації уряди  Автономної Республіки Крим та міста Севастополя оголосили про свою незалежність від України з метою приєднання до Російської Федерації. Ці політико-територіальні зміни не визнані домінуючою більшістю держав світу. У зв'язку з наявністю російських військ у Криму Російська Федерація зберігає контроль над цими територіями.
Декілька маргінальних груп за збройної підтримки диверсійних груп Російської Федерації та підтримки певної частини місцевого населення проголосили утворення незалежних Донецької та Луганської Народної Республік у квітні 2014.
Не існує жодного документа, який би класифікував ці події як сецесія. Але пропагандистська машина Російської Федерації намагається в спосіб підміни термінів легалізувати окупацію, замовчуючи факти захоплення Верховної Ради Криму її військами та аналогічні події в Донецькій та Луганській області.

### Велика Британія
Ірландія є єдиною територією, яка вийшла зі Сполученого Королівства. Ірландія оголосила про свою незалежність в 1916 році і як Ірландська вільна держава отримала незалежність в 1922 році. В даний час у Великій Британії є декілька сепаратистських рухів: У Північній Ірландії, ірландські республіканці  і націоналісти, вже давно закликали до відокремлення Північної Ірландії від Сполученого Королівства, щоб вступити до Республіки Ірландії.
У Шотландії Шотландська національна партія (SNP) виступає за шотландську незалежність і прямого членства в Європейському Союзі. Вона має представництва на всіх рівнях шотландській політиці. Референдум з питання про незалежність був запланований на вересень 2014 року, після договору між Алексом Салмондом і Девідом Кемероном.
Деякі з найбільш радикальних членів британської прямого демократичного руху в Консервативної партії (Даніель Ханнан наприклад) — підтримують федералізацію Великої Британії в штатах уздовж кордонів графства.

### США
Загрози сецесії часто поставали в американській політиці, і сецесія була оголошена під час громадянської війни між державами. Однак в 1869 році Верховний суд США виніс рішення по справі  «Техас проти Уайт» (1869), що одностороння сецесія  не може бути дозволена.

### Югославія
25 червня 1991, Хорватія і Словенія вийшла зі складу Соціалістичної Федеративної Республіки Югославії. Також Боснія і Герцеговина, і Македонія оголосили про свою незалежність. Федерація розвалилася, Сербія та Чорногорія, була перейменована на Союзну Республіку Югославію.
Косово проголосило фактичну незалежність 17 лютого 2008 року, і яка була визнана декількома десятками країн, але офіційно воно  залишається під управлінням Організації Об'єднаних Націй.

### Сецесія та право на самовизначення у СРСР
У розумінні доктрини національного самовизначення народи і нації мають природне право на сецесію як вияв демократичних міжнаціональних стосунків. Таке право на вихід з багатонаціонального комплексу визнавала радянська теорія самовизначення, в наслідок чого право на сецесію з СРСР стало конституційною засадою, зафіксованою в ст. 17 конституції СРСР та ст. 14 конституції УРСР. Ленін та ідеологи російського більшовизму вже перед революцією 1917 сформулювали у своїй програмі принцип самовизначення, «включно до відокремлення й утворення власної національної держави», хоч рішення у цьому питанні вони залишали за «пролетаріатом», себто на ділі — за своєю партією. Безпосередньою причиною включення права сецесії до конституції РСФРР 1918 та СРСР з 1924 було підкреслити «добровільний» характер міжнаціональних взаємин у радянській державі та намагання російської комуністичної партії зробити радянську Росію відкритою для «добровільного приєднання» інших соціалістичних країн. Сам Ленін вважав федерацію з правом сецесії за «переходову форму на шляху до повної єдності». У діалектиці «відокремлення-приєднання» право сецесії має винятково теоретичне і тактичне значення.
Право на вільний вихід (сецесію) фігурувало у цілому ряді правно-політичних документів радянської влади: «Декларація прав народів Росії» від 15 листопада 1917, конституція РРФСР 1918, декларація про утворення СРСР та союзний договір від 30 грудня 1922, конституція СРСР 1923 (ст. 4), а також у ряді міжнародних договорів та дипломатичних нот і заяв. Конституційна постанова про право сецесії стверджувала: «Кожна союзна республіка зберігає за собою право вільного виходу з СРСР». Вона була повторена у наступній конституції 1936 (ст. 17) з тим, що не зберегла постанови з 1923 про те, що «обмеження або усунення ст. 4 (про право сецесії) вимагає згоди всіх союзних республік» (ст. 6).
Пропонуючи конституцію 1936, Й. Сталін виступив з власною доктриною права сецесії, твердячи, що союзні республіки, щоб бути здатними користуватися правом сецесії, мусять мати: окраїнне положення, більшість населення тієї національності, яка творить республіку, і щонайменше 1 млн населення. Сталін твердив, що право сецесії слід залишити в конституції, хоч нема республіки, яка бажала б вийти зі складу СРСР. Право сецесії не мають автономні республіки чи автономні області. Процедура здійснення права сецесії не була визначена радянським конституційним правом.
Хоч країни радянського блоку були формально окремими незалежними державами, а не членами СРСР, проте і до них стосувалась фактична неможливість вільно залишити систему блоку, що й теоретично умотивоване так званою доктриною Брежнєва.